# Haslach (Oberkirch)
Haslach ist ein Ortsteil der Stadt Oberkirch im Ortenaukreis in Baden-Württemberg. Der Ort liegt vier Kilometer nördlich vom Kernbereich von Oberkirch.
Der Hochaltar und die Aufsätze der beiden Seitenaltäre der Filialkirche St. Aloysius stammen aus dem Jahr 1914 und wurden von der Werkstätte der Gebrüder Moroder gefertigt.
Haslach wurde am 1. Juli 1971 nach Oberkirch eingemeindet.

## Vogt
| Datum | Name           |
| ----- | -------------- |
| 1821  | Lorenz Haberle |